# Impéria
Imperia (em italiano:  Imperia) é uma comuna italiana da região da Ligúria, província de Impéria, com cerca de 40 252 2000 habitantes. Estende-se por uma área de 45,26 km², tendo uma densidade populacional de 879 hab/km². Faz fronteira com Civezza, Diano Arentino, Diano Castello, Diano Marina, Dolcedo, Pontedassio, San Lorenzo al Mare, Vasia.
A comuna de Impéria foi formada por vontade de Benito Mussolini em 1923 pela união de onze comunas, sendo as duas maiores e mais importantes Oneglia e Porto Maurício, e as outras Borgo Sant'Agata, Caramagna Ligure, Castelvecchio di Santa Maria Maggiore, Costa d'Oneglia, Poggi, Torrazza, Moltedo, Montegrazie e Piani.

## Demografia
| Variação demográfica do município entre 1861 e 2011                               |
|                                                                                   |
| Fonte: Istituto Nazionale di Statistica (ISTAT) - Elaboração gráfica da Wikipedia |

## Personalidades
- Giulio Natta (1903-1979), prémio Nobel da Química de 1963.